# 白鰭飛魚
白鰭飛魚（学名：Cheilopogon unicolor），又名白鰭鬚唇飛魚、飛烏，为飛魚科鬚唇飛魚屬下的一个种,分布于太平洋。其种加词unicolor意为“单色的”。